# Lông

Râu của một người đàn ông

Lông là những sợi cấu tạo từ chất sừng, được mọc ở trên da của loài động vật có vú.
Lông được đặt các tên gọi khác nhau tùy thuộc vào vị trí mọc. Trên đầu, nó được gọi là tóc để bảo vệ đầu. Ở mặt nam giới trưởng thành, nó được gọi là râu. Lông có thể có nhiều màu tùy thuộc chủng tộc hay cá nhân; bao gồm màu đen, màu vàng, màu nâu. Những người già thường có tóc hay râu chuyển sang màu trắng, gọi là tóc bạc hay râu bạc.

## Cấu trúc
Tóc là cấu trúc sừng hình sợi dài, dẫn xuất của biểu bì da, bao phủ da đầu của người. Tóc có thành phần chủ yếu là chất sừng keratin chiếm trên 70%, calci, giàu biotin, kẽm, lưu huỳnh và nitơ. Màu và dạng của tóc chính là một dấu hiệu nhân chủng học quan trọng. Tóc có thể mang màu đen, nâu, vàng, hung, bạch kim, đỏ... có thể thẳng, xoăn, uốn sóng...

## Màu sắc tóc
Màu sắc tóc do sắc tố melanin có trong tóc quyết định và mang tính chất di truyền. Với thời gian, lượng sắc tố đó sẽ giảm đi và phân số các hạt sắc tố cũng có sự biến đổi. Đây chính là lý do tóc bị bạc. Cũng có trường hợp tóc bị mất sắc số, như những người bị bệnh bạch tạng. Tóc mọc dài do các tế bào nang tóc sinh sản thường xuyên. Những sợi tóc chỉ tồn tại một thời gian rồi rụng, với nam giới trung bình 2 năm, ở nữ giới lâu hơn, khoảng 4 đến 5 năm. Ở mỗi người, trung bình khoảng 50 đến 100 sợi tóc rụng mỗi ngày.

## Vòng đời của tóc
Có ba giai đoạn chính:
- Giai đoạn tăng trưởng (anagen): tóc được hình thành và nhú ra khỏi đầu thoát của tuyến dầu quanh nang tóc. Thân tóc xuất hiện và hoàn thiện quá trình sừng hóa phía ngoài. Giai đoạn tăng trưởng kéo dài 2-4 năm ở đàn ông và 3-7 năm ở phụ nữ. Tóc mọc 0,3-0,4mm một ngày và tối đa là 1 cm trong một tháng.
- Giai đoạn dừng tăng trưởng (catagen): trong suốt giai đoạn này, tóc trải qua hàng loạt những thay đổi. Tất cả mọi hoạt động tăng trưởng trong tế bào bầu tóc ngừng lại và co về phía trước. Sự tổng hợp melanin cũng dừng lại. Phần sâu nhất của nang tóc sẽ thoái hóa trong từ 2 đến 3 tuần.
- Giai đoạn thoái hóa (telogen): kéo dài 2-4 tháng. Nang tóc giờ đây chỉ còn là một bộ phận không hoạt động. Bộ phận sinh trưởng nằm sâu dưới lớp da,chân tóc tách khỏi nang bây giờ đã co lại, bắt đầu rụng đi và nhường chỗ cho giai đoạn tăng trưởng của sợi tóc mới, vòng đời mới của tóc bắt đầu.

## Chất dinh dưỡng cần cho tóc
- Biotin: được biết tới như vitamin H – rất quan trọng đối với việc phát triển tóc mới, tạo chân tóc khoẻ mạnh và hỗ trợ quá trình tạo tế bào tóc nhanh.
- Vitamin B: bao gồm vitamin B1, B2, B3, B5, B6, B12. B3 và B6 giúp giảm rụng tóc, B5 tăng độ ẩm của tóc, giúp tóc mềm mại. Vitamin B còn có khả năng giúp cơ thể giảm bớt tác hại của stress lên tóc
- Silica: hay silcon là chất dinh dưỡng cần cho cơ thể, đặc biệt là tóc và móng. Có thể bổ sung silica từ các loại đậu, rau quả [1]
- Sắt: giúp cho tóc mọc nhanh
- Kẽm: giúp tóc mọc dày, sợi tóc khỏe, giúp các tế bào ở nang tóc nhận biết sự có mặt của các hormone kích thích tóc tăng trưởng [2]
- Vitamin E
- Vitamin D

## Bệnh thường gặp ở tóc

### Rụng tóc
Việc rụng tóc xảy ra trong giai đoạn này có thể diễn ra liên tục hay kèm theo việc nhường chỗ cho một sợi tóc mới phát triển phía dưới. Ngay cả một lực kéo rất nhẹ có thể nhổ tóc được mà không hề gây đau đớn, hoàn toàn ngược lại với tóc khi đang ở trong giai đoạn tăng trưởng. Thông thường mỗi người có khoảng 100.000 sợi tóc trên da đầu của mình và tốc độ rụng tóc tương đồng với tốc độ mọc tóc nên số lượng tóc trên đầu gần như duy trì nguyên vẹn.

### Sách chuyên khảo
- Iyengar, B. (1998). The hair follicle is a specialized UV receptor in human skin? Bio Signals Recep, 7(3), 188–194.
- Jablonski, N.G. (2006). Skin: a natural history. Berkley, CA: University of Califiornia Press.
- Rogers, Alan R.; Iltis, David & Wooding, Stephen (2004), "Genetic variation at the MC1R locus and the time since loss of human body hair", Current Anthropology 45 (1): 105–108.
- Tishkoff, S.A. (1996). Global patterns of linkage disequilibrium at the CD4 locus and modern human origins. Science. 271(5254), 1380–1387.